# Рубинштейн, Давид Исаакович
Рубинштейн, Давид Исаакович (31 января 1902 года Одесса, Российская империя — Москва 1993) — советский живописец, график, педагог. Член Московского Союза советских художников (МСХ) (с 1932).
Родился в Одессе. Учился в Одесском художественном училище (1914—1919) у Тита Яковлевича Дворникова, скульптора Иосифа Ивановича Мормоне. Окончил Одесский институт изобразительного искусства (1924—1929) в классе профессоров В. Х. Заузе (1859—1939) и Т. Б. Фраермана (1883—1957), приверженца импрессионизма и друга Анри Матисса в парижский период его жизни. В Одесском художественном институте были талантливые мастера, входившие ранее в Товарищество южнорусских художников: К. К. Костанди, Т. Б. Фраерман, В. Х. Заузе, П. Г. Волокидин.
В 1929—1931 гг. преподавал рисунок и черчение в средней школе и техникуме хлопководства в Бухаре.
С 1934 года — участник республиканских, московских выставок..
Д. И. Рубинштейн с начала тридцатых годов сотрудничал в газетах «Комсомольская правда», «Рабочая Москва», в журналах «Знание — сила» и «Вокруг света».
Участник Великой Отечественной войны (был художником 968-го запасного стрелкового полка). Позднее был эвакуирован в Среднюю Азию, где создал серию работ на восточные темы: «Разговор о Коране и хлопке», «Вечер в старом городе. Ташкент», «Восточный базар», «Улица Сюзан-Таран», «Шар-Дор утром» и др..
Увлекался классической музыкой создал множество офортов, акварелей, пастелей с «музыкальными» сюжетами: «В амфитеатре консерватории», «Репетиция группы смычковых», «Слушают музыку», портретов пианиста К. Н. Игумнова, виолончелиста Д. Б. Шафрана, композитора А. Г. Рубинштейна, пианиста Святослава Рихтера и других.
Писал пейзажи, посвященные Одессе: «Вид из Воронцовского дворца в Одессе», «Колоннада Воронцовского дворца в Одессе», «Уголок Одессы», «Московская улица в Одессе», «Лесная улица в Одессе», «Крыши в Одессе» и другие.
В 1930-е годы в Москва работал в области агитационно-массового искусства, для Московского областного института санитарной культуры рисовал плакаты в частности «На борьбу с брюшным тифом» (1938; совместно с И. М. Гурвичем).
В годы Великой Отечественной войны работал в мастерской по выпуску военно-оборонных плакатов «Окна ТАСС».
C 1950-х годов Давид Рубинштейн начал заниматься станковой живописью, работал преимущественно в жанре портрета. Основные произведения: «Пианист Д. Башкиров» (1959) «Нина Олешо — врач-биолог» (1969) «Второй концерт Рахманинова» (1972), «Портрет Лены» (1972) «Портрет Наташи Голубенко» (1972), «Портрет Анны Брыксиной» (1973), «Симфонический оркестр» (1972—1974).

## Основные выставки
1934 г. Выставка молодых художников в Москве.
1936 г. Выставка-смотр произведений молодых художников к Х съезду ВЛКСМ.
1938 г. Персональная выставка в Москве.
1939 г. Всесоюзная выставка работ молодых художников, посвященная ХХ-летию ВЛКСМ.
1954 г. Выставка живописи московских художников. Персональная выставка в Москве.
1957 г. Выставка «Москва-социалистическая в произведениях московских художников»
1958 г. Выставка «По дорогам войны»
1959 г. Республиканская Художественная выставка, посвященная ХХI съезду КПСС.
1960 г. Выставка «15 лет со Дня Победы». Выставка произведений московских художников.
1962 г. Выставка «30 лет МОСХ»
1965 г. Вторая республиканская выставка «Советская Россия».
1967 г. Выставка «Художники Москвы — 50-летию Октября»
1968 г. Выставка «Памятники истории и культуры нашей Родины в произведениях московских художников»
1970 г. Выставка произведений художников Москвы к 100-летию со дня рождения В. И. Ленина.
1971 г. Выставка «Творческие союзы Москвы ХХ1V съезду КПСС»
1976 г. Персональная выставка в Москве в зале МОСХ на Беговой улице.
1988 г. Персональная выставка в зале МОСХ на Беговой улице.
1990 г. «30-е годы». Третьяковская галерея.
1992 г. «20-30-е годы». МОСХ, ЦДХ.
1992 и 1993 гг. «Галерея Капитани», Италия.

## Музеи
Согласно goscatalog.ru картины Рубинштейна находятся в следующих музеях:
- "Музейное объединение «Музей Москвы»
- «Приморская государственная картинная галерея»
- «Старооскольский художественный музей»
- «Новокузнецкий художественный музей»
- «Брянский областной художественный музейно-выставочный центр»
- «Государственный музей изобразительных искусств Республики Татарстан»
- «Тамбовская областная картинная галерея»
- «Государственный музей Л. Н. Толстого».